# Real Bout Fatal Fury Special
Real Bout Fatal Fury Special is een computerspel voor de arcade, Neo-Geo en Sega Saturn. Het vechtspel werd uitgebracht in 1997.
Het spel is het zesde deel in de Fatal Fury-serie en het vervolg op Real Bout Fatal Fury. Verbeteringen in dit deel zijn nieuwe graphics en de terugkeer naar twee vechtniveaus (voor-achter).